# Kathleen Ferrier (politica)
Kathleen Gertrud Ferrier (Paramaribo, 8 maart 1957) is een Nederlandse bestuurder en voormalig politica.

## Biografie
Ferrier werd geboren als dochter van Johan Ferrier, de latere gouverneur en president van Suriname, en van Edmé Vas, lerares. Haar ouders noemden haar naar de Engelse zangeres Kathleen Ferrier aan wie zij zeer in de verte verwant zou zijn. Ze is de jongere zuster van Joan Ferrier en een halfzuster van de socioloog Deryck Ferrier en de auteurs Cynthia McLeod en Leo Ferrier.
Ferrier volgde de lagere school in Den Haag en in Paramaribo, waar ze ook begon met het Atheneum aan de Openbare Vrije H.B.S. In 1973 vertrok ze naar Nederland. Ze voltooide het Atheneum aan het Visser 't Hooft Lyceum in Leiden (1976) en studeerde Spaanse taal- en letterkunde, Portugees en Ontwikkelingssamenwerking aan de Universiteit Leiden tot 1984. Tijdens haar studie was ze student-assistent Ontwikkelingssamenwerking en stewardess bij de KLM.

### Carrière
Van 1984 tot 1991 werkte Ferrier in Chili als deskundige op het gebied van ontwikkelingssamenwerking, daarna tot 1994 in Brazilië. Dat jaar keerde ze terug naar Nederland. Ze werd secretaris van de vereniging Samen Kerk in Nederland (SKIN), een organisatie van migrantenkerken, en vanaf 1996 ook secretaris van de Latijns-Amerikaanse zending van de Gereformeerde Kerken in Nederland.
Na haar Nederlandse politieke carrière woonde zij van 2013 tot 2018 in Hongkong, waar zij Spaanse taal en cultuur doceerde aan de Hong Kong Baptist University (HKBU). Hierna verhuisde ze weer naar Nederland.
Ferrier is voorzitter van het Johan Ferrier Fonds, door haar zus Joan Ferrier opgericht in naam en ter ere van hun vader Johan Ferrier, de laatste gouverneur en eerste president van Suriname. Het fonds ondersteunt kleinschalige projecten op gebied van cultuur en onderwijs in Suriname.

### Politiek
Ferrier werd in 1999 lid van het CDA. Op 23 mei 2002 werd ze lid van de Tweede Kamer voor het CDA. Ze was woordvoerder ontwikkelingssamenwerking en passend onderwijs.
In 2004 reisde ze samen met D66-Kamerlid Boris Dittrich en de Spaanse parlementariër Jorge Moragas naar Cuba om daar met dissidenten te spreken. Al op het vliegveld werden zij gearresteerd en vervolgens het land uitgezet. Minister Bot ontbood daarop de Cubaanse ambassadeur.
Samen met CDA-Kamerlid Ad Koppejan kwam Ferrier tijdens de kabinetsformatie van 2010 bekend te staan als de 'dissidenten'. Dit kwam doordat beiden fel tegenstander waren van de samenwerking met de Partij voor de Vrijheid, die gedoogsteun gaf aan het kabinet-Rutte I. Op het CDA-kabinetsformatiecongres dat zijn instemming gaf aan de samenwerking, stemde ze tegen. In het parlement schaarde zij zich wel achter het beleid van het nieuwe kabinet.
In oktober 2011 zorgden Ferrier en Koppejan opnieuw voor verdeeldheid binnen de fractie naar aanleiding van de achttienjarige asielzoeker Mauro Manuel, die in 2003 naar Nederland kwam, maar nooit had voldaan aan de eisen voor een verblijfsvergunning. Dit leidde tot een crisisberaad in de nacht van 27 op 28 oktober 2011. Bij de hoofdelijke stemming op 1 november om de minister op te roepen gebruik te maken van zijn bevoegdheid om Manuel bij uitzondering toch een verblijfsvergunning te verlenen, stemden Koppejan en Ferrier mee met de rest van de partij.
Op 21 mei 2012 maakte Ferrier in het tv-programma Knevel & Van den Brink bekend dat ze bij de Tweede Kamerverkiezingen van 2012 niet meer verkiesbaar zou zijn.
Bij haar vertrek uit de Tweede Kamer op 19 september 2012 werd Ferrier benoemd tot Ridder in de Orde van Oranje-Nassau.

### Na vertrek uit de Tweede Kamer
Op 1 september 2019 werd Ferrier benoemd tot voorzitter van de Nederlandse Unesco Commissie voor een periode van vier jaar.
Daarnaast is Ferrier voorzitter van de Stichting Martin Luther King lezing, die tot doel heeft een bijdrage te leveren aan een rechtvaardige samenleving door o.a. jaarlijks de Martin Luther King lezing te organiseren en zit ze in het comité van aanbeveling van SOFAK.

## Persoonlijk
Kathleen Ferrier is getrouwd en heeft twee kinderen. In haar studententijd had zij vijf jaar een relatie met Boris Dittrich, voordat hij uit de kast kwam als homoseksueel.